# Habenaria nalbesiensis
Habenaria nalbesiensis är en orkidéart som beskrevs av Johannes Jacobus Smith. Habenaria nalbesiensis ingår i släktet Habenaria och familjen orkidéer.
Artens utbredningsområde är Moluckerna. Inga underarter finns listade i Catalogue of Life.